# Simon Gauzy
Simon Gauzy (Toulouse, 25 oktober 1994) is een Frans tafeltennisser. Hij speelt rechtshandig en maakt gebruik van de Shakehand-stijl. In 2014 ging hij voor de Duitse club TTF Liebherr Ochsenhausen spelen.. Hij staat in 2018 op plaats 12 in de ITTF-wereldranglijst. Zijn beste positie was plaats 8 in november 2017. Op de Europese Spelen van 2015 won de Fransman samen met zijn teamgenoten de zilveren medaille.
Hij speelde voor het eerst in 2012 op de achtergrond, waar hij in het gemengddubbel op de ITTF Pro Tour Grand Finals de ronde van de laatste 16 bereikte.

## Erelijst
Belangrijkste resultaten:
- Winnaar Jeugd-Europees kampioenschap enkel- en dubbelspel 2009
- Winnaar Jeugd-Europees kampioenschap dubbelspel 2011
- Winnaar ITTF World Tour Grand Finals U-21 enkelspel 2013
- Winnaar Europees kampioenschap landenteams 2015
- Zilver met het Franse team op de wereldkampioenschappen landenteams 2024

Enkelspel:
- Zilveren medaille Europees kampioenschap 2016
- Derde plaats Europese top-16 2017
- Halve finale Oostenrijk Open 2017
- Zilveren medaille Gold Coast 2017
- Halve finale Hongarije Open 2015
- Halve finale Tsjechië Open 2015
- Bronzen medaille Olympische Jeugdzomerspelen 2010

Dubbelspel:
- Halve finale Tsjechië Open 2017
- Gouden medaille Jeugd-Europees kampioenschappen 2009 en 2011
- Zilveren medaille Jeugd-wereldkampioenschap 2010 en 2011

## Clubs
- 2010-2013:  Levallois SCTT
- sinds 2013:  TTF Liebherr Ochsenhausen